# TSC Münster-Gievenbeck
Der Turn- und Sportclub Münster-Gievenbeck e. V., kurz TSC Münster-Gievenbeck, ist ein Sportverein aus Münster.

## Geschichte
Am 22. November 1971 gründeten ehemalige Volleyballspieler des 1. FC Gievenbeck den TSC Münster. Nachdem sich der Sportbetrieb des Vereins auf den Stadtteil Gievenbeck konzentriert hatte, nahm der TSC im Jahre 2001 seinen heutigen Namen an.

### Volleyball
Der Männermannschaft gehörte im Jahre 2012 zu den Gründungsmitgliedern 3. Liga West und musste am Ende der Saison als Tabellenletzter absteigen. Der Wiederaufstieg gelang im Jahre 2015. 2017 gelang der Klassenerhalt erst, nachdem der Verein SSF Fortuna Bonn seine Mannschaft zurückgezogen hatte. In den folgenden Jahren spielten die Gievenbecker immer gegen den Abstieg. Dann kam der Erfolg, die 1. Männermannschaft schaffte mit dem Trainer Michael Spratte den Aufstieg und spielt als orderbase Volleys Münster seit der Saison 2022/23 in der 2. Bundesliga. Die Saison 2023/24 beendete die Mannschaft auf Platz 9.

## Sportarten und Abteilungen
Zum Programm zählen unter anderem:
- Badminton
- Basketball
- Fitness
  - Konditionsgymnastik
  - Zumba
  - Bauch-, Rückenpower & Stretch
  - Step
  - Bodyshape
  - Young Fitness
- Fußball
- Geräteturnen
- Gesundheitssport
  - Kundalini Yoga
  - Faszienkurse
  - Ausgleichsgymnastik
  - Fit over 50 – Gymnastik für Männer
  - Fließendes Yoga (Vinyasa)
  - Nordic Walking
  - Ganzheitliches Körpertraining für Frauen ab 50 Jahren
  - Rückenfit
- Handball
- Judo
- Kindersport
- Kung Fu
  - Sanda
- Schwimmen
- Sporteln
- Taekwondo
- Tanzen
  - Ballett
  - Hip Hop
  - Jazz & Modern Dance
  - Orientalischer Tanz
- Tennis
- Trampolin
- Volleyball

## Persönlichkeiten
- Tilo Backhaus
- Axel Büring
- Malte Holschen
- Raphael Möllers
- Jan Romund
- Stefan Wess